# Kanton La Fère
Der Kanton La Fère war von 1790 bis 2015 ein französischer Wahlkreis im Arrondissement Laon, im Département Aisne und in der Region Picardie; sein Hauptort war La Fère. Die landesweiten Änderungen in der Zusammensetzung der Kantone brachten im März 2015 seine Auflösung.
Der Kanton La Fère war 154,52 km² groß und hatte zum Schluss 12.506 Einwohner (Stand: 2012).

## Einwohner
| Bevölkerungsentwicklung | Bevölkerungsentwicklung |
| Jahr                    | Einwohner               |
| ----------------------- | ----------------------- |
| 1962                    | 12.798                  |
| 1968                    | 13.813                  |
| 1975                    | 12.778                  |
| 1982                    | 12.093                  |
| 1990                    | 12.045                  |
| 1999                    | 11.931                  |
| 2006                    | 12.108                  |
| 2011                    | 12.543                  |

## Gemeinden
Der Kanton bestand aus 20 Gemeinden:
| Gemeinde               | Einwohner | Postleitzahl | INSEE-Code |
| ---------------------- | --------- | ------------ | ---------- |
| Achery                 | 540       | 02800        | 02002      |
| Andelain               | 159       | 02800        | 02016      |
| Anguilcourt-le-Sart    | 268       | 02800        | 02017      |
| Bertaucourt-Epourdon   | 515       | 02800        | 02074      |
| Brie                   | 69        | 02870        | 02122      |
| Charmes                | 1.749     | 02800        | 02165      |
| Courbes                | 31        | 02800        | 02222      |
| Danizy                 | 560       | 02800        | 02260      |
| Deuillet               | 165       | 02700        | 02262      |
| La Fère                | 2.817     | 02800        | 02304      |
| Fourdrain              | 433       | 02870        | 02329      |
| Fressancourt           | 184       | 02800        | 02335      |
| Mayot                  | 176       | 02800        | 02473      |
| Monceau-lès-Leups      | 426       | 02270        | 02492      |
| Rogécourt              | 92        | 02800        | 02651      |
| Saint-Gobain           | 2.340     | 02410        | 02680      |
| Saint-Nicolas-aux-Bois | 93        | 02410        | 02685      |
| Servais                | 240       | 02700        | 02716      |
| Travecy                | 643       | 02800        | 02746      |
| Versigny               | 431       | 02800        | 02788      |

## Politik
| Vertreter im conseil général des Départements | Vertreter im conseil général des Départements | Vertreter im conseil général des Départements |
| Amtszeit                                      | Name                                          | Partei                                        |
| --------------------------------------------- | --------------------------------------------- | --------------------------------------------- |
| 2008–2015                                     | Frédéric Mathieu                              | DVG                                           |